# 26 grudnia
26 grudnia jest 360. (w latach przestępnych 361.) dniem w kalendarzu gregoriańskim. Do końca roku pozostaje 5 dni.

## Święta
- Imieniny obchodzą: Dionizy, Szczepan, Teodor, Wincencja, Wincenta, Wincentyna, Wrociwoj, Zenon i Zozym
- Australia, Kanada, Wielka Brytania – Boxing Day
- Stany Zjednoczone – pierwszy dzień obchodów święta Kwanzaa (do 1 stycznia)
- Polska – drugi dzień świąt Bożego Narodzenia, właśc. w Kościele katolickim wspomnienie obowiązkowe św. Szczepana, pierwszego męczennika
- Wspomnienia i święta w Kościele katolickim[1][2] obchodzą:
  - bł. Agnieszka Phila i towarzysze (męczennicy z Tajlandii)
  - św. Dionizy (papież)
  - św. Szczepan Męczennik (właśc. Stefan)
  - św. Wincencja Maria López y Vicuña
  - św. Zozym (papież)

## Wydarzenia w Polsce
- 1329 – Biskup warmiński Henryk Wogenap nadał Dobremu Miastu prawa miejskie na prawie chełmińskim.
- 1655 – Potop szwedzki: w nocy 26 na 27 grudnia zakończyło się nieudane oblężenie Jasnej Góry.
- 1668 – Według legendy nad stojącym na wzniesieniu krzyżem koło ówczesnej wioski Góra miało miejsce zjawisko astronomiczne z udziałem Słońca i Księżyca, do którego nawiązuje obecny herb miasta Góra Kalwaria.
- 1806 – IV koalicja antyfrancuska: stoczono bitwy pod Gołyminem i pod Pułtuskiem.
- 1820 – Adam Mickiewicz napisał Odę do młodości.
- 1856 – Uruchomiono gazownię w Warszawie.
- 1905 – Organizacja Bojowa PPS dokonała napadu na kasę powiatową w Wysokiem Mazowieckiem, zdobywając pół miliona rubli.
- 1918 – Do Poznania przybył Ignacy Jan Paderewski.
- 1919 – Założono Polski Związek Narciarski.
- 1929 – Żaglowiec „Pomorze” (późniejszy „Dar Pomorza”) wypłynął w pierwszy rejs pod polską banderą.
- 1939:
  - W Janowicach w powiecie miechowskim założono młodzieżową Polską Organizację Konspiracyjną „Młody Orzeł”.
  - W odwecie za zabicie 2 żołnierzy, w nocy 26 na 27 grudnia Niemcy zamordowali w Wawrze pod Warszawą 107 osób.
- 1980 – Premiery komedii filmowej Bo oszalałem dla niej w reżyserii Sylwestra Chęcińskiego i dramatu obyczajowego Bez miłości w reżyserii Barbary Sass.
- 1982 – Premiera komedii filmowej Wyjście awaryjne w reżyserii Romana Załuskiego.
- 1988 – Premiera filmu przygodowego Niezwykła podróż Baltazara Kobera w reżyserii Wojciecha Jerzego Hasa.
- 1989 – Kontradmirał Romuald Waga został dowódcą Marynarki Wojennej.

## Wydarzenia na świecie

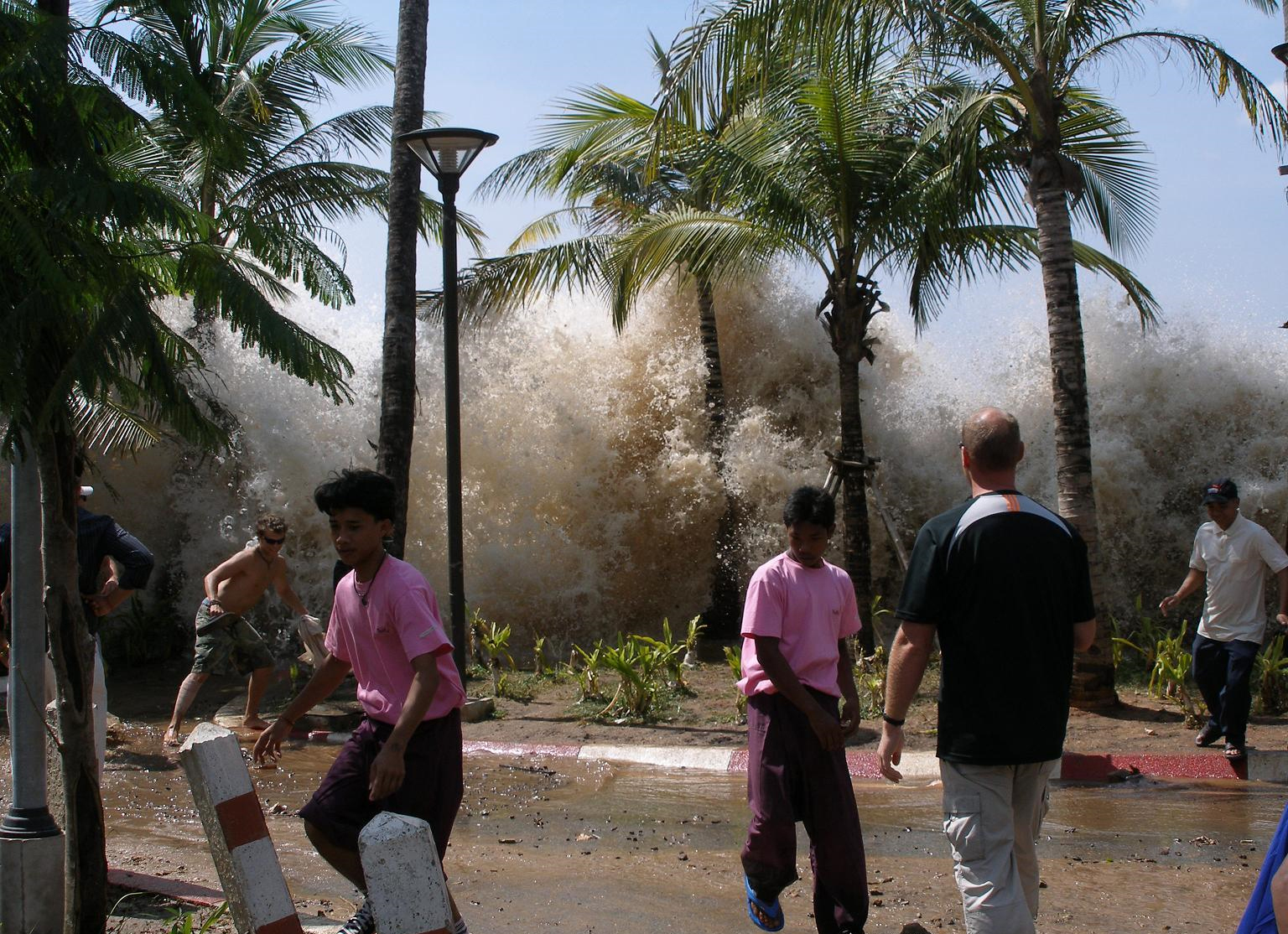
Tsunami zalewa Ao Nang w Tajlandii (2004)

- 795 – Leon III został papieżem.
- 838 – W powodzi w Holandii wywołanej przez sztorm na Morzu Północnym zginęło ok. 2400 osób.
- 1135 – Stefan z Blois został koronowany na króla Anglii.
- 1351 – Zwycięstwo wojsk Zurychu nad siłami habsburskimi w bitwie pod Dättwil.
- 1414 – Przyszły despota Serbii Jerzy I Branković ożenił się z Ireną Kantakuzeną.
- 1458 – Franciszek II został księciem Bretanii.
- 1476 – Książę Mediolanu Galeazzo Maria Sforza został zamordowany w mediolańskim kościele św. Stefana przez swoich trzech dworzan.
- 1481 – Zwycięstwo wojsk Stanów Prowincjonalnych Holandii nad siłami księstwa biskupiego Utrechtu w bitwie pod Westbroek.
- 1487 – Jasov przystąpił do związku siedmiu wolnych miast górniczych wschodniej Słowacji i północnych Węgier, tzw. drugiej (późniejszej) Heptapolitany.
- 1606 – Premiera tragedii Król Lear Williama Szekspira.
- 1662 – Premiera komedii Szkoła żon Moliera.
- 1665 – Markiz Fernando Cospi przekazał bibliotece Uniwersytetu Bolońskiego aztecki dokument prekolumbijski zawierający informacje na temat astrologii i magii, znany dzisiaj jako Kodeks Cospi.
- 1687 – Doszło do potężnej erupcji meksykańskiego wulkanu Orizaba.
- 1717 – Otwarto Regio Ducal Teatro w Mediolanie, na którego miejscu stoi dzisiaj La Scala.
- 1756 – Została założona organizacja masońska Wielki Wschód Niderlandów.
- 1770 – W Regio Ducal Teatro w Mediolanie odbyła się premiera opery Mitrydates, król Pontu z muzyką Wolfganga Amadeusa Mozarta i librettem Vittoria Amadea Cigna-Santiego.
- 1772 – W Regio Ducal Teatro w Mediolanie odbyła się premiera opery Lucio Silla z muzyką Wolfganga Amadeusa Mozarta i librettem Giovanniego de Gamerra ze zmianami Pietra Metastasia.
- 1776 – Wojna o niepodległość Stanów Zjednoczonych: zwycięstwo wojsk amerykańskich w bitwie pod Trenton.
- 1783 – Według niektórych źródeł francuski fizyk Louis-Sébastien Lenormand wykonał z balkonu obserwatorium w Montpelier pierwszy w historii skok ze spadochronem własnego projektu.
- 1791 – Weszła w życie brytyjska Ustawa o Kanadzie.
- 1792 – Rewolucja francuska: przed Konwentem Narodowym wygłoszeniem mowy obrończej przez adwokata zakończył się proces obalonego króla Ludwika XVI, który 15 stycznia następnego roku został skazany na karę śmierci.
- 1805 – III koalicja antyfrancuska: zawarto francusko-austriacki pokój w Preszburgu (Bratysławie).
- 1811 – 72 osoby zginęły w pożarze teatru w Richmond. Wśród ofiar był m.in. p.o. gubernatora Wirginii George W. Smith.
- 1812 – Wielki książę Badenii Karol Ludwik ustanowił Order Lwa Zeryngeńskiego.
- 1813 – W mediolańskiej La Scali odbyła się premiera opery Aurelian w Palmirze z muzyką Gioacchino Rossiniego i librettem Felice Romaniego.
- 1814 – W Teatro la Fenice w Wenecji odbyła się premiera opery Zygmunt z muzyką Gioacchino Rossiniego i librettem Giuseppe Foppy.
- 1815 – W Teatro Valle w Rzymie odbyła się premiera opery Torvaldo i Dorliska z muzyką Gioacchino Rossiniego i librettem Cesare Sterbiniego.
- 1819 – W La Scali odbyła się premiera opery Bianka i Falliero z muzyką Gioacchino Rossiniego i librettem Felice Romaniego.
- 1825 – W Petersburgu wybuchło powstanie dekabrystów. Zostało stłumione tego samego dnia.
- 1830 – W Teatro Carcano w Mediolanie odbyła się premiera opery Anna Boleyn z muzyką Gaetana Donizettiego i librettem Felice Romaniego.
- 1831 – W La Scali odbyła się premiera opery Norma z muzyką Vincenzo Belliniego i librettem Felice Romaniego.
- 1837 – Otwarto odbudowany po pożarze Teatro La Fenice w Wenecji.
- 1862 – W Mankato (Minnesota) dokonano egzekucji 38 Santee Dakotów, skazanych na śmierć za udział w powstaniu Małej Wrony.
- 1864 – Wojna paragwajska: 80 tys. żołnierzy paragwajskich pod wodzą prezydenta Francisco Solano Lópeza najechało na brazylijski stan Mato Grosso.
- 1874 – Félix de Blochausen został premierem Luksemburga.
- 1876 – Buenaventura Báez został po raz piąty prezydentem Dominikany.
- 1884 – Została utworzona Hiszpańska Afryka Zachodnia.
- 1898 – Maria Skłodowska-Curie i Piotr Curie odkryli rad.
- 1905 – Zwodowano japoński krążownik pancerny „Tsukuba”.
- 1906 – Premiera australijskiego filmu The Story of the Kelly Gang w reżyserii Charlesa Taita, powszechnie uważanego za pierwszy w dziejach kina pełnometrażowy film fabularny.
- 1908 – Artur de Campos Henriques został premierem Portugalii.
- 1910 – Otwarto teatr London Palladium.
- 1912 – W stolicy Nowej Zelandii Wellington otwarto St. James Theatre.
- 1915 – I wojna światowa: zwycięstwo floty brytyjsko-belgijskiej nad niemiecką w bitwie na Jeziorze Tanganika.
- 1919 – Rada Komisarzy Ludowych wydała dekret o likwidacji analfabetyzmu w Rosji Radzieckiej.
- 1923 – W tureckim Izmirze założono klub sportowy Altınordu SK.
- 1925 – Xu Shiying został premierem Republiki Chińskiej.
- 1926:
  - Premiera filmu 45 Minutes from Hollywood, pierwszego z udziałem Flipa i Flapa.
  - Premiera pierwszego białoruskiego filmu fabularnego Leśna opowieść w reżyserii Jurija Taricza na podstawie opowiadania Michaiła Kudzielki Świniopas.
- 1931 – Premiera amerykańskiego filmu szpiegowskiego Mata Hari w reżyserii George’a Fitzmaurice’a.
- 1933:
  - Amerykanin Edwin Howard Armstrong opatentował radio FM.
  - Premiera amerykańskiego filmu historycznego Królowa Krystyna w reżyserii Roubena Mamouliana.
  - Założono japoński koncern motoryzacyjny Nissan Motor Co. Ltd.
- 1935 – W Wirginii utworzono Park Narodowy Shenandoah.
- 1936 – W Tel Awiwie odbył się pierwszy koncert późniejszej Filharmonii Izraela.
- 1939 – Ponad 30 tys. osób zginęło w wyniku trzęsienia ziemi w tureckim mieście Erzincan.
- 1941:
  - Brytyjscy komandosi zniszczyli niemiecką bazę na norweskim archipelagu Lofoty (operacja „Ankle”).
  - Manila została ogłoszona miastem otwartym.
  - Winston Churchill jako pierwszy brytyjski premier wygłosił przemówienie w Kongresie USA.
  - U wybrzeży Libii zatonął storpedowany przez niemieckiego U-Boota U-559(inne języki) statek pasażersko-drobnicowy „Warszawa”, w wyniku czego zginęło 29 osób.
- 1942 – Bitwa o Atlantyk: na północny zachód od Irlandii brytyjskie niszczyciele HMS „Hesperus” i HMS „Vanessa” uszkodziły bombami głębinowymi, zmuszając do wynurzenia, a następnie staranowały i zatopiły niemiecki okręt podwodny U-357, w wyniku czego zginęło 36 spośród 42 członków załogi.
- 1943:
  - Bitwa o Atlantyk: u północnych wybrzeży Norwegii został zatopiony przez Brytyjczyków niemiecki pancernik „Scharnhorst”. Spośród 1968 członków załogi przeżyło 36.
  - Wojna na Pacyfiku: rozpoczęła się bitwa o przylądek Gloucester na wyspie Nowa Brytania.
- 1944 – Ofensywa w Ardenach: zwycięska obrona Bastogne przez wojska amerykańskie (19-26 grudnia).
- 1945 – Zakończyła się konferencja moskiewska, zwołana dla ustalenia powojennego kształtu Japonii i Korei.
- 1946 – Otwarto Hotel Flamingo, pierwsze luksusowe kasyno w Las Vegas wybudowane przez mafijny Syndykat pod kierownictwem Bugsy’ego Siegela.
- 1948:
  - Kardynał József Mindszenty został uwięziony przez węgierskie władze komunistyczne.
  - Myśliwiec Ła-168 jako pierwszy radziecki samolot osiągnął prędkość dźwięku w locie nurkowym.
- 1952 – Wyemitowano premierowe wydanie niemieckiego telewizyjnego programu informacyjnego Tagesschau.
- 1956 – Dokonano oblotu amerykańskiego naddźwiękowego myśliwca przechwytującego Convair F-106 Delta Dart.
- 1957 – Premiera szwedzkiego filmu Tam, gdzie rosną poziomki w reżyserii Ingmanra Bergmana.
- 1959 – Rozpoczęła nadawanie Byłgarska nacionałna telewizija (BNT).
- 1961 – Została rozwiązana istniejąca tylko na papierze konfederacja Zjednoczonych Państw Arabskich, w skład której wchodziły: Egipt i Syria (jako Zjednoczona Republika Arabska) oraz Królestwo Jemenu.
- 1962 – Chiny i Mongolia zawarły traktat graniczny.
- 1964 – Brytyjscy „Mordercy z wrzosowisk”, Ian Brady i Myra Hindley, uprowadzili i zamordowali 10-letnią Lesley Ann Downey, swoją czwartą i przedostanią ofiarę.
- 1967 – Hokejowa reprezentacja ZSRR odniosła najwyższe zwycięstwo w swej historii, pokonując w amerykańskim Colorado Springs Włochy 28:2.
- 1968 – Arabscy terroryści ostrzelali na lotnisku w Atenach izraelski samolot pasażerski, zabijając jedną osobę i raniąc dwie.
- 1969 – Wojna wietnamska: 1500 mil na północ od Hawajów doszło do pożaru i eksplozji na statku transportowym SS „Badger State”, przeważącym do Wietnamu Południowego amunicję dla amerykańskich sił powietrznych. Spośród 40 członków załogi zginęła jedna, a pozostali przenieśli się na szalupy ratunkowe, z których tylko jedna z 16 osobami została odnaleziona w czasie akcji ratunkowej.
- 1973:
  - Long Boret został premierem Kambodży.
  - Premiera amerykańskiego horroru Egzorcysta w reżyserii Williama Friedkina.
- 1974 – Oddano do użytku gmach Teatru opery i baletu w Dniepropetrowsku (obecnie Dnipro) na Ukrainie.
- 1975 – Rozpoczął regularne loty pierwszy ponaddźwiękowy samolot pasażerski Tu-144S.
- 1978 – Wystartował pierwszy Rajd Paryż-Dakar.
- 1980:
  - Były środkowoafrykański dyktator Jean-Bédel Bokassa został skazany zaocznie na karę śmierci.
  - Odbył się pierwszy komercyjny lot szerokokadłubowego, czterosilnikowego samolotu pasażerskiego Ił-86 (Moskwa-Taszkent).
- 1982 – Człowiekiem Roku tygodnika „Time” został komputer osobisty.
- 1986 – Dokonano oblotu samolotu transportowego An-124 Rusłan.
- 1987 – Otwarto pierwszy odcinek metra w Kujbyszewie (obecnie Samara) w Rosji.
- 1989 – Rewolucja w Rumunii: stojący na czele Frontu Ocalenia Narodowego Ion Iliescu został tymczasowym prezydentem kraju.
- 1991:
  - Islamski Front Ocalenia zwyciężył w wyborach parlamentarnych w Algierii.
  - Rozpad ZSRR.
- 1994:
  - Jednostka antyterrorystyczna GIGN odbiła na lotnisku w Marsylii uprowadzonego przez algierskich terrorystów Airbusa linii Air France.
  - Zakończyła się wojna domowa w Dżibuti.
- 1996 – Rozpoczął się najdłuższy strajk w historii Korei Południowej.
- 1999:
  - II wojna czeczeńska: wojska rosyjskie rozpoczęły szturm Groznego.
  - Alfonso Portillo wygrał w II turze wybory prezydenckie w Gwatemali.
  - Około 18,5 tys. drzew zostało powalonych przez wichurę w parku pałacu w Wersalu pod Paryżem.
- 2003 – W trzęsieniu ziemi w rejonie starożytnego miasta Bam w Iranie zginęło 26 271 osób, a ok. 30 tys. zostało rannych.
- 2004:
  - 17 osób zginęło wskutek wybuchu gazu i zawalenia kamienicy we francuskiej Miluzie.
  - Południowo-wschodnią Azję nawiedziło najsilniejsze od 4 dekad trzęsienie ziemi o magnitudzie 9.1, którego epicentrum znajdowało się ok. 30 km pod dnem Oceanu Indyjskiego w pobliżu zachodniego wybrzeża północnej Sumatry. W wyniku trzęsienia i wywołanego nim tsunami zginęło lub zaginęło ok. 300 tys. osób.
  - Wiktor Juszczenko pokonał Wiktora Janukowycza w powtórzonej II turze wyborów prezydenckich na Ukrainie.
- 2006:
  - Ponad 260 osób zginęło w eksplozji rurociągu naftowego w Nigerii.
  - Trzęsienie ziemi na Tajwanie o sile 7,1 stopni w skali Richtera.
- 2010 – Dotychczasowy wiceprezydent Ikililou Dhoinine zwyciężył w II turze wyborów prezydenckich na Komorach.
- 2011 – Kim Dzong Un uzyskał tytuł Najwyższego Przywódcy Korei Północnej[3].
- 2012:
  - Shinzō Abe został po raz drugi premierem Japonii.
  - W rosyjskim mieście Niżny Tagił otwarto kompleks skoczni narciarskich Aist.
- 2014 – Trzech pracowników elektrowni atomowej w południowokoreańskim Ulsan zginęło po tym jak w czasie testów dwóch reaktorów doszło do wycieku toksycznego gazu.
- 2015 – Detektor LIGO po raz drugi w historii zarejestrował fale grawitacyjne, których źródłem ponownie było zderzenie dwóch czarnych dziur. Pierwszej obserwacji dokonał 14 września 2015 roku.
- 2017 – George Weah wygrał w II turze wybory prezydenckie w Liberii.
- 2022 – Pushpa Kamal Dahal został po raz trzeci premierem Nepalu.
- 2023 – Przyjęto nowy wzór flagi Kirgistanu.

## Eksploracja kosmosu
- 1974 – Została wyniesiona na orbitę radziecka stacja kosmiczna Salut 4.

## Urodzili się
- 1194 – Fryderyk II Hohenstauf, cesarz rzymski (zm. 1250)
- 1332 – Stefan Andegaweński, książę Transylwanii, Chorwacji, Dalmacji i Slawonii (zm. 1354)
- 1490 – Friedrich Myconius, niemiecki teolog luterański, działacz reformacyjny (zm. 1546)
- 1536 – Yi I, koreański filozof i uczony konfucjański (zm. 1584)
- 1581 – Filip, landgraf Hesji-Butzbach (zm. 1643)
- 1618 – Elisabeth Simmern van Pallandt, niemiecka filozof (zm. 1680)
- 1636 – Justina Siegmundin, niemiecka akuszerka-samouk (zm. 1705)
- 1638 – Jan Teodor Schlieben, wojewoda inflancki (zm. 1695)
- 1671 – Philipp Ludwig Wenzel von Sinzendorff, austriacki polityk, dyplomata (zm. 1742)
- 1679 – Stephan Wilhelm Kinsky, książę Rzeszy Niemieckiej, dyplomata w służbie austriackiej (zm. 1749)
- 1680 – Jan Szczepan Kurdwanowski, polsko-francuski oficer, fizyk, encyklopedysta (zm. 1780)
- 1687 – Johann Georg Pisendel, niemiecki kompozytor (zm. 1755)
- 1711 – Maria Mienszykowa, rosyjska arystokratka (zm. 1729)
- 1716:
  - Thomas Gray, brytyjski poeta (zm. 1771)
  - Jean-François de Saint-Lambert, francuski prozaik, poeta, filozof, moralista (zm. 1803)
- 1723 – Friedrich Melchior von Grimm, niemiecki baron, pisarz (zm. 1807)
- 1726:
  - William Alexander, amerykański kupiec, generał-major Armii Kontynentalnej pochodzenia szkockiego (zm. 1783)
  - Federico Maria Giovanelli, włoski duchowny katolicki, patriarcha Wenecji (zm. 1800)
- 1735 – Jan Traugott Bartelmus, niemiecki pastor, superintendent Moraw, Śląska i Galicji (zm. 1809)
- 1738 – Thomas Nelson Jr., amerykański polityk, gubernator stanu Wirginia (zm. 1789)
- 1739 – Wilhelm Gottlieb Korn, niemiecki księgarz, wydawca (zm. 1806)
- 1742 – Ignaz von Born, austriacki geolog, mineralog, metalurg, wolnomularz (zm. 1791)
- 1746 – Onufry Rutkowski, polski pijar, poeta (zm. 1815)
- 1749 – Jan Chrzciciel Bottex, francuski duchowny katolicki, męczennik, błogosławiony (zm. 1792)
- 1751 – Klemens Maria Hofbauer, czesko-austriacki duchowny katolicki, redemptorysta, święty (zm. 1820)
- 1756 – Bernard Germain de Lacépède, francuski przyrodnik, polityk, wolnomularz (zm. 1825)
- 1771 – Julia Clary-Bonaparte, królowa Neapolu i Hiszpanii (zm. 1845)
- 1791:
  - Charles Babbage, brytyjski matematyk, astronom, mechanik (zm. 1871)
  - José Gutiérrez de la Vega, hiszpański malarz, ilustrator (zm. 1865)
- 1793 – Ewa Felińska, polska uczestniczka spisków niepodległościowych, zesłanka, pisarka (zm. 1859)
- 1797 – Leopold Sacher-Masoch (ojciec), austriacki oficer policji (zm. 1874)
- 1800:
  - Jan Baranowski, polski astronom, przyrodnik, tłumacz, encyklopedysta, wykładowca akademicki (zm. 1879)
  - Elizabeth Ann Smith Whitney, amerykańska działaczka mormońska (zm. 1882)
- 1801:
  - Aniela Marianna Bogusławska, polska aktorka (zm. 1854)
  - Charles Combes, francuski inżynier górniczy (zm. 1872)
- 1803 – Friedrich Reinhold Kreutzwald, estoński pisarz, folklorysta, lekarz (zm. 1882)
- 1804 – Antoni Dobrzański, polski duchowny katolicki, kapelan powstańców krakowskich (zm. 1873)
- 1806:
  - Josyf Dyneć, ukraiński rolnik, działacz społeczny, polityk (zm. ?)
  - Alexander von Minutoli, niemiecki prawnik, ekonomista, artysta, kolekcjoner, muzealnik (zm. 1887)
- 1809 – William Pendleton, amerykański nauczyciel, pastor, generał (zm. 1883)
- 1813 – Abraham Coles, amerykański poeta (zm. 1891)
- 1821 – Stefan Buszczyński, polski publicysta, pisarz polityczny, uczestnik powstania styczniowego (zm. 1892)
- 1822:
  - Thomas William Coke, brytyjski arystokrata, polityk (zm. 1909)
  - João António Correia, portugalski malarz portrecista, pedagog  (zm. 1896)
- 1823 – John Elliot Cairnes, irlandzki ekonomista, wykładowca akademicki (zm. 1875)
- 1825 – Henry Linderman, amerykański lekarz, urzędnik państwowy (zm. 1879)
- 1837 – George Dewey, amerykański admirał (zm. 1917)
- 1838 – Clemens Winkler, niemiecki chemik, wykładowca akademicki (zm. 1904)
- 1840 – Juliusz Tarnowski, polski student, uczestnik powstania styczniowego (zm. 1863)
- 1842 – Stefan Aleksander Zwierowicz, polski duchowny katolicki, biskup wileński i sandomierski (zm. 1908)
- 1844 – Józef Marello, włoski duchowny katolicki, biskup, święty (zm. 1895)
- 1845 – Edward Rittner, polski prawnik, wykładowca akademicki, polityk (zm. 1899)
- 1847:
  - Hans Gross, austriacki sędzia śledczy, kryminolog (zm. 1915)
  - August Michaelis, niemiecki chemik, wykładowca akademicki (zm. 1916)
- 1851:
  - Tadeusz Gromnicki, polski duchowny katolicki, teolog, filozof, wykładowca akademicki (zm. 1939)
  - Tytus Lemer, polski lekarz, działacz społeczny (zm. 1899)
- 1853:
  - René Bazin, francuski pisarz (zm. 1932)
  - Wilhelm Dörpfeld, niemiecki archeolog (zm. 1940)
  - Mieczysław Geniusz, polski inżynier, działacz społeczny i niepodległościowy, teoretyk i działacz ruchu teozoficznego (zm. 1920)
  - Jane Sutherland, australijska malarka (zm. 1928)
- 1855 – Arnold Ludwig Mendelssohn, niemiecki kompozytor, pedagog (zm. 1933)
- 1857 – Albert Rosental, polski psychiatra pochodzenia żydowskiego (zm. 1921)
- 1858 – Franciszek Ender, polski esperantysta, producent win owocowych (zm. 1939)
- 1859 – William Stephens, amerykański polityk (zm. 1944)
- 1860 – Adam Ciągliński, polski neurolog, fizjoterapeuta (zm. 1933)
- 1861:
  - George Jeffery, angielski rugbysta (zm. 1937)
  - Emil Wiechert, niemiecki geofizyk, wykładowca akademicki (zm. 1928)
- 1862:
  - Aleksandr Amfitieatrow, rosyjski pisarz, publicysta (zm. 1938)
  - Siemion Nadson, rosyjski poeta pochodzenia żydowskiego (zm. 1887)
  - Niko Selak, chorwacki neurolog (zm. 1891)
- 1863 – Charles Pathé, francuski pionier przemysłu filmowego (zm. 1957)
- 1864:
  - Jehoszua Chankin, rosyjski działacz syjonistyczny pochodzenia żydowskiego (zm. 1945)
  - Karol Niedoba, polski malarz, pedagog (zm. 1947)
  - Witold Skórzewski, polski hrabia, ziemianin (zm. 1912)
  - Yun Chi-ho, koreański działacz niepodległościowy, pedagog, kaligraf, poeta (zm. 1945)
- 1865 – Peregryn Haczela, polski franciszkanin konwentualny, teolog, filozof (zm. 1942)
- 1866 – Toby Cohn, niemiecki neurolog, psychiatra (zm. 1929)
- 1869:
  - August Blom, duński reżyser filmowy (zm. 1947)
  - Mathieu Cordang, holenderski kolarz torowy i szosowy (zm. 1942)
- 1870 – Wincenty Byrski, polski poeta, tłumacz, polityk (zm. 1939)
- 1871 – Maria Michał Kowalski, polski arcybiskup mariawicki, zwierzchnik Kościoła Katolickiego Mariawitów (zm. 1942)
- 1872:
  - Norman Angell, brytyjski dziennikarz, pisarz, polityk, laureat Pokojowej Nagrody Nobla (zm. 1967)
  - Jan Piechulek, polski dziennikarz, samorządowiec, polityk, poseł na Sejm RP (zm. 1944)
- 1873 – Stefan Julian Filipkowski, polski inżynier, działacz społeczny i polityczny (zm. 1948)
- 1874 – Rosa Albach-Retty, austriacka aktorka (zm. 1980)
- 1875:
  - Sam Neel, amerykański tenisista (zm. 1947)
  - Ludwik Śledziński, polski działacz socjalistyczny, polityk, poseł na Sejm RP (zm. 1944)
  - Stefan Turski, polski aktor, reżyser teatralny (zm. 1945)
- 1876 – Wilhelm Kutscher, niemiecki polityk (zm. 1962)
- 1877 – Tytus Benni, polski językoznawca, wykładowca akademicki (zm. 1935)
- 1879 – Jan Wiślicki, polski duchowny katolicki, kanonista, wykładowca akademicki (zm. 1944)
- 1880:
  - Jefim Babuszkin, rosyjski rewolucjonista (zm. 1927)
  - Louise Howard, brytyjska agronom (zm. 1969)
  - Elton Mayo, australijski socjolog, psycholog, wykładowca akademicki (zm. 1949)
  - Albert Weil, francuski żeglarz sportowy (zm. 1945)
- 1881:
  - Stefan Canew, bułgarski generał porucznik, polityk (zm. ?)
  - Fritz Krischen, niemiecki architekt, wykładowca akademicki (zm. 1949)
  - Stefania Michnowska, polska aktorka (zm. 1962)
  - Aniela Zagórska, polska tłumaczka (zm. 1943)
- 1882 – Daniił Wietrienko, rosyjski i ukraiński wojskowy, współpracownik radzieckich służb specjalnych (zm. 1949)
- 1883 – Johann Paul Kremer, niemiecki lekarz, zbrodniarz nazistowski (zm. 1965)
- 1884 – John W. Brunius, szwedzki aktor, reżyser i scenarzysta filmowy (zm. 1937)
- 1885:
  - Jarl Hulldén, fiński żeglarz sportowy (zm. 1913)
  - Wanda Norwid-Neugebauer, polska działaczka społeczna, polityk, senator RP (zm. 1957)
- 1886:
  - Gyula Gömbös, węgierski polityk, premier Węgier (zm. 1936)
  - Stefan Vrtel-Wierczyński, polski historyk literatury, bibliograf, bibliotekarz (zm. 1963)
- 1889 – Jan Dembowski, polski biolog, wykładowca akademicki, polityk, marszałek Sejmu PRL (zm. 1963)
- 1890:
  - Percy Hodge, brytyjski lekkoatleta, długodystansowiec (zm. 1967)
  - Zofia Trzcińska-Kamińska, polska rzeźbiarka (zm. 1977)
- 1891 – Henry Miller, amerykański pisarz, malarz (zm. 1980)
- 1892:
  - Szczepan Bajszczak, polski działacz komunistyczny (zm. 1941)
  - Štefan Krčméry, słowacki duchowny ewangelicki, poeta, redaktor (zm. 1955)
  - Józef Pszczoła, polski starszy sierżant, leśnik (zm. 1956)
  - Zygmunt Sowiński, polski inżynier elektryk, przemysłowiec, polityk, poseł na Sejm RP (zm. 1945)
- 1893:
  - Martin Albrecht, niemiecki polityk (zm. 1952)
  - Mao Zedong, chiński polityk komunistyczny, przewodniczący ChRL (zm. 1976)
  - Halfdan Schjøtt, norweski żeglarz sportowy (zm. 1974)
- 1894:
  - Theodore E. Chandler, amerykański kontradmirał (zm. 1945)
  - Jan Francuz, polski duchowny katolicki, kapelan wojskowy (zm. 1942)
  - Modest Romiszewski, polski major kawalerii (zm. 1940)
  - Turar Rysułow, radziecki polityk (zm. 1938)
- 1895:
  - Wasilij Badanow, radziecki generał porucznik wojsk pancernych (zm. 1971)
  - Edwin Cole, brytyjski pilot wojskowy, as myśliwski (zm. 1984)
  - Zdzisław Rytel, polski inżynier mechanik, wykładowca akademicki (zm. 1979)
  - Stefan Zając, polski oficer piechoty (zm. 1961)
- 1896:
  - Frank Johnson, brytyjski pilot wojskowy, as myśliwski (zm. 1961)
  - Georgi Nadżakow, bułgarski fizyk, wykładowca akademicki (zm. 1981)
  - Senarath Paranavithana, lankijski archeolog (zm. 1972)
  - Gieorgij Sidamonidze, rosyjski generał pochodzenia gruzińskiego (zm. 1971)
- 1897:
  - Antoni Skarżyński, polski porucznik kawalerii (zm. 1925)
  - Stefan Zych, polski kapitan artylerii (zm. 1940)
- 1898:
  - Rafał Ekielski, polski inżynier, konstruktor motocykli (zm. 1969)
  - Jewhen Płużnyk, ukraiński pisarz (zm. 1936)
  - Szczepan Szczeniowski, polski fizyk, wykładowca akademicki (zm. 1979)
- 1899:
  - Stiepan Akopow, radziecki polityk (zm. 1958)
  - Joseph Burnett, australijski komandor (zm. 1941)
  - Derick Heathcoat-Amory, brytyjski arystokrata, polityk (zm. 1981)
  - Iwan Ziatyk, polski redemptorysta pochodzenia ukraińskiego (zm. 1952)
- 1900:
  - Mia Beyerl, austriacka śpiewaczka operowa, pianistka, nauczycielka muzyki (zm. 1989)
  - Szczepan Jankowski, polski kompozytor, organista, dyrygent (zm. 1990)
  - Szczepan Jurzak, polski działacz socjalistyczny i komunistyczny, polityk (zm. 1970)
  - Aleksander Turyn, polski filolog klasyczny, bizantynolog pochodzenia żydowskiego (zm. 1981)
- 1901:
  - Porfirij Czanczibadze, radziecki generał pułkownik, polityk pochodzenia gruzińskiego (zm. 1950)
  - Grigorij Rimski-Korsakow, rosyjski kompozytor, teoretyk muzyki, akustyk (zm. 1965)
  - Krystyna Zelwerowicz, polska reżyserka, dyrektorka teatrów (zm. 1974)
- 1902 – Artiemij Arcychowski, rosyjski archeolog, historyk (zm. 1978)
- 1903:
  - Elisha Cook Jr., amerykański aktor (zm. 1995)
  - Gabasheane Masupha, regent królestwa Basuto (dzisiejsze Lesotho) (zm. 1949)
  - Michele Orecchia, włoski kolarz szosowy (zm. 1981)
  - Heinz Reinefarth, niemiecki dowódca wojskowy, zbrodniarz wojenny, polityk (zm. 1979)
  - Stefan Ryniewicz, polski dyplomata (zm. 1987)
  - Iwan Sienin, radziecki polityk (zm. 1980)
- 1904:
  - Alejo Carpentier, kubański pisarz, muzykolog (zm. 1980)
  - Luigi Ferrero, włoski piłkarz, trener (zm. 1984)
  - Irena Latinik-Vetulani, polska biolog, popularyzatorka nauki (zm. 1975)
- 1905:
  - Anfilogino Guarisi, włosko-brazylijski piłkarz (zm. 1974)
  - Alina Rossman, polska działaczka podziemia antykomunistycznego (zm. 1948)
  - Mario Varglien, włoski piłkarz, trener (zm. 1978)
- 1906 – Jan Małolepszy, polski żołnierz ZWZ-AK i KWP (zm. 1949)
- 1907:
  - Gabriele Allegra, włoski franciszkanin, misjonarz, biblista, tłumacz, socjolog, błogosławiony (zm. 1976)
  - Ludmiła Błotnicka, polska pisarka (zm. 1981)
  - Crisant Bosch, hiszpański piłkarz, trener (zm. 1981)
  - Albert Gore senior, amerykański polityk, senator (zm. 1998)
- 1908 – Ralph Hill, amerykański lekkoatleta, długodystansowiec (zm. 1994)
- 1909 – Oldřich Nejedlý, czeski piłkarz (zm. 1990)
- 1910:
  - Marguerite Churchill, amerykańska aktorka (zm. 2000)
  - Piotr Drążkiewicz, polski działacz komunistyczny (zm. 1943)
- 1911:
  - Renato Guttuso, włoski malarz (zm. 1987)
  - Steve Kordek, amerykański projektant flipperów (zm. 2012)
  - Engelbert Valentin Niedermeyer, niemiecki funkcjonariusz i zbrodniarz nazistowski (zm. 1946)
  - Ignacy Różycki, polski duchowny katolicki, teolog, wykładowca akademicki (zm. 1983)
  - Kikuko Tokugawa, księżna japońska (zm. 2004)
- 1912:
  - Luis Fontès, brytyjski kierowca wyścigowy pochodzenia brazylijskiego (zm. 1940)
  - Henk de Looper, holenderski hokeista na trawie (zm. 2006)
  - Francisco Zúñiga, meksykański malarz, rzeźbiarz pochodzenia kostarykańskiego (zm. 1998)
- 1913:
  - Elizabeth David, brytyjska kucharka, autorka książek kucharskich (zm. 1992)
  - Rudolf Karsch, niemiecki kolarz torowy (zm. 1950)
  - Łucja Zawada, polska nauczycielka, instruktorka harcerska, żołnierz Szarych Szeregów (zm. 1985)
- 1914:
  - Józef Maria Corbín Ferrer, hiszpański działacz Akcji Katolickiej, męczennik, błogosławiony (zm. 1936)
  - Jan Edward Kucharski, polski pisarz (zm. 1979)
  - Richard Widmark, amerykański aktor (zm. 2008)
- 1915 – Josef Herink, czeski lekarz, mykolog (zm. 1999)
- 1916 – Wilhelm Mach, polski prozaik, eseista, krytyk literacki (zm. 1965)
- 1917:
  - Jewgienij Łopatin, rosyjski sztangista (zm. 2011)
  - John Sandwall, szwedzki szpadzista (zm. 1980)
  - Rose Mary Woods, amerykańska sekretarka (zm. 2005)
- 1918:
  - Ntsu Mokhehle, lesotyjski polityk, premier Lesotho (zm. 1999)
  - Jeorjos Ralis, grecki polityk, premier Grecji (zm. 2006)
- 1920:
  - Pedro Filipak, brazylijski duchowny katolicki, biskup Jacarezinho pochodzenia polskiego (zm. 1991)
  - Yodgor Nasriddinova, uzbecka i radziecka polityk (zm. 2006)
- 1921:
  - Steve Allen, amerykański aktor, komik (zm. 2000)
  - Eugeniusz Cydzik, polski żołnierz AK, działacz polonijny (zm. 2012)
  - Stanisław Marczak-Oborski, polski poeta, teatrolog, tłumacz (zm. 1987)
- 1922:
  - Ruth Baum, polsko-izraelska pisarka, reportażystka (zm. 2022)
  - Miguel Esteban Hesayne, argentyński duchowny katolicki, biskup Viedmy (zm. 2019)
  - Aleh Łapicki, białoruski działacz antykomunistyczny (zm. 1979)
  - Irena Voisé, polska historyk sztuki (zm. 2003)
- 1923:
  - Ludmiła Marjańska, polska pisarka, poetka, tłumaczka (zm. 2005)
  - Tadeusz Sawicki, polski pułkownik, historyk (zm. 1999)
  - Magda Zsabka, węgierska florecistka (zm. 1970)
- 1924:
  - Jaroslav Celba, czeski gitarzysta jazzowy, kompozytor (zm. 2013)
  - Stanisław Taczanowski, polski reżyser i realizator telewizyjny i teatralny (zm. 2012)
- 1925:
  - Georg Buschner, niemiecki piłkarz, trener (zm. 2007)
  - Claude Meillassoux, francuski neomarksistowski antropolog ekonomiczny, afrykanista (zm. 2005)
  - Jan Zieliński, polski generał dywizji (zm. 2003)
- 1926:
  - Earle Brown, amerykański kompozytor (zm. 2002)
  - Henryk Ratyna, polski działacz podziemia niepodległościowego (zm. 2022)
  - Jekatierina Sawinowa, rosyjska aktorka (zm. 1970)
- 1927:
  - Alan King, amerykański aktor komediowy (zm. 2004)
  - Stu Miller, amerykański baseballista (zm. 2015)
  - Denis Quilley, brytyjski aktor (zm. 2003)
- 1928:
  - Martin Cooper, amerykański naukowiec, wynalazca
  - Giosuè Ligios, włoski samorządowiec, polityk, senator i eurodeputowany (zm. 2021)
- 1929:
  - Alicja Kędzierska-Cieślak, polska prawniczka, wykładowczyni akademicka  (zm. 2006)
  - Leon Knabit, polski benedyktyn, przeor, kaznodzieja, rekolekcjonista
  - Karl-Hans Laermann, niemiecki inżynier, polityk, minister edukacji i nauki (zm. 2024)
  - Andrzej Lam, polski eseista, krytyk literacki, tłumacz
  - Ivo Niederle, czeski aktor (zm. 2021)
  - Régine Zylberberg, francuska aktorka, piosenkarka (zm. 2022)
- 1930:
  - Jean Ferrat, francuski piosenkarz (zm. 2010)
  - František Filip, czeski reżyser i scenarzysta dokumentalny, telewizyjny i filmowy (zm. 2021)
  - Donald Moffat, amerykański aktor (zm. 2018)
- 1931:
  - Kamal Hanna Bathish, palestyński duchowny katolicki, biskup pomocniczy Jerozolimy (zm. 2025)
  - Zbigniew Jankowski, polski poeta (zm. 2024)
  - Jerzy Kmita, polski filozof, teoretyk kultury (zm. 2012)
  - Roger Piantoni, francuski piłkarz (zm. 2018)
- 1932:
  - Maximilian Aichern, austriacki duchowny katolicki, biskup Linzu
  - Claude Dubois, belgijski kierowca wyścigowy (zm. 2022)
  - Anton Musakow, bułgarski generał porucznik (zm. 1998)
  - Roald Sagdiejew, rosyjski fizyk, wykładowca akademicki
  - Štěpán Zavřel, czeski ilustrator, malarz, filmowiec, autor książek dla dzieci (zm. 1999)
- 1933:
  - Maurizio Arena, włoski aktor (zm. 1979)
  - Auréo, brazylijski piłkarz (zm. 2023)
  - Emmanuel Dabbaghian, syryjski duchowny ormiańskokatolicki, arcybiskup Bagdadu pochodzenia ormiańskiego (zm. 2018)
  - Walter Moyano, urugwajski kolarz szosowy
  - Janusz Rawski, polski łyżwiarz szybki, trener (zm. 2014)
- 1934:
  - Martín Pando, argentyński piłkarz (zm. 2021)
  - Richard Swinburne, brytyjski filozof, wykładowca akademicki
- 1935:
  - Andrzej Białynicki-Birula, polski matematyk, wykładowca akademicki (zm. 2021)
  - Bill Brack, kanadyjski kierowca wyścigowy
  - Aleksander Kaszowski, polski kapitan żeglugi wielkiej (zm. 2017)
  - Kazimierz Orłoś, polski prozaik, dramaturg, scenarzysta filmowy i telewizyjny, publicysta
  - Ralé Rašić, serbski piłkarz, trener (zm. 2023)
  - Moisés Solana, meksykański kierowca wyścigowy (zm. 1969)
- 1936:
  - Edward Gilbert, amerykański duchowny katolicki, biskup Roseau i arcybiskup Port-of-Spain
  - Gilchrist Olympio, togijski polityk
  - Trevor Taylor, brytyjski kierowca wyścigowy (zm. 2010)
- 1937:
  - John Horton Conway, brytyjski matematyk, wykładowca akademicki (zm. 2020)
  - Gnassingbé Eyadéma, togijski wojskowy, polityk, prezydent Togo (zm. 2005)
  - Teresa Kubiak, polska śpiewaczka operowa (sopran)
- 1938:
  - Mirko Kovač, chorwacki pisarz (zm. 2013)
  - Janusz Kubasiewicz, polski polityk, działacz partyjny
  - Adriana Maliponte, włoska śpiewaczka operowa
  - Szczepan Waczyński, polski koszykarz, trener, sędzia (zm. 2003)
- 1939:
  - Giacomo Fornoni, włoski kolarz szosowy i torowy (zm. 2016)
  - Eduard Kukan, słowacki prawnik, polityk, minister spraw zagranicznych, eurodeputowany (zm. 2022)
  - Feliks Netz, polski poeta, prozaik, dramaturg radiowy, krytyk literacki i filmowy, publicysta (zm. 2015)
  - Fred Schepisi, australijski reżyser filmowy
  - Phil Spector, amerykański producent muzyczny (zm. 2021)
- 1940:
  - Teruki Miyamoto, japoński piłkarz (zm. 2000)
  - Edward C. Prescott, amerykański ekonomista, laureat Nagrody Banku Szwecji im. Alfreda Nobla w dziedzinie ekonomii (zm. 2022)
  - Ronney Pettersson, szwedzki piłkarz, bramkarz (zm. 2022)
  - Władimir Rubaszwili, radziecki zapaśnik (zm. 1964)
- 1941:
  - Klaus Bonsack, niemiecki saneczkarz (zm. 2023)
  - Zbigniew Kwieciński, polski pedagog i socjolog wychowania, profesor nauk humanistycznych (zm. 2024)
  - Mike Ryan, nowozelandzki lekkoatleta, maratończyk
- 1942:
  - Lech Borski, polski pisarz, publicysta (zm. 2002)
  - Marco Vinicio Cerezo Arévalo, gwatemalski adwokat, polityk, prezydent Gwatemali
  - Gray Davis, amerykański polityk
  - Jan Halvarsson, szwedzki biegacz narciarski (zm. 2020)
  - Antonio Juliano, włoski piłkarz (zm. 2023)
- 1943:
  - Carlo Benetton, włoski przedsiębiorca, miliarder (zm. 2018)
  - Ekmeleddin İhsanoğlu, egipski naukowiec, polityk
  - Roman Kirstein, polski przedsiębiorca, związkowiec, działacz opozycji antykomunistycznej (zm. 2019)
  - Pavel Ploc, czeski biathlonista (zm. 2024)
- 1944:
  - Bill Ayers, amerykański filozof nauki
  - Reinhold Bachler, austriacki skoczek narciarski, trener
  - Galsan Tschinag, mongolski pisarz
- 1945 – Tony Shacklady, brytyjski zapaśnik (zm. 2014)
- 1946:
  - Stanisław Jałowiecki, polski polityk, eurodeputowany
  - Marinus Wagtmans, holenderski kolarz szosowy
- 1947:
  - Dominique Baratelli, francuski piłkarz, bramkarz
  - Menachem Bello, izraelski piłkarz
  - Jean Echenoz, francuski pisarz
  - Carlton Fisk, amerykański baseballista
  - George Konrote, fidżyjski polityk, prezydent Fidżi
  - Buti Joseph Tlhagale, południowoafrykański duchowny katolicki, arcybiskup Johannesburga
- 1949:
  - Michaił Bojarski, rosyjski aktor, piosenkarz
  - Karola Hattop, niemiecka reżyserka i scenarzystka filmowa
  - Patrick Matzdorf, amerykański lekkoatleta, skoczek wzwyż
  - Martín Pérez Scremini, urugwajski duchowny katolicki, biskup Floridy
  - José Ramos-Horta, wschodniotimorski polityk, premier i prezydent Timoru Wschodniego, laureat Pokojowej Nagrody Nobla
- 1950:
  - Raja Pervez Ashraf, pakistański polityk, premier Pakistanu
  - Krzysztof Baculewski, polski kompozytor, wykładowca akademicki
  - Luis Galarza, boliwijski piłkarz (zm. 2024)
  - Mirosław Gronicki, polski ekonomista, polityk, minister finansów
  - Andrzej Skowroński, polski matematyk, wykładowca akademicki (zm. 2020)
- 1951:
  - Steve Bisley, australijski aktor
  - José Horacio Gómez, amerykański duchowny katolicki, arcybiskup metropolita Los Angeles pochodzenia meksykańskiego
  - Ewa Kuklińska, polska aktorka, tancerka, choreografka
  - Wojciech Misiąg, polski ekonomista, polityk
  - Guido Pozzo, włoski duchowny katolicki, arcybiskup, jałmużnik papieski
  - John Scofield, amerykański gitarzysta jazzowy
  - Tomasz Szwed, polski wokalista country i folk
- 1952:
  - Aleksandr Ankwab, abchaski polityk, premier i prezydent nieuznawanej Republiki Abchazji
  - Cleopas Dlamini, suazyjski polityk, premier Eswatini
  - Joachim Dreifke, niemiecki wioślarz
- 1953:
  - Leonel Fernández, dominikański polityk, prezydent Dominikany
  - Toomas Hendrik Ilves, estoński polityk, prezydent Estonii
  - Władimir Łobanow, rosyjski łyżwiarz szybki (zm. 2007)
  - Eduardo Martín, argentyński duchowny katolicki, arcybiskup metropolita Rosario
  - Ryszard Postawka, polski nauczyciel, działacz opozycji antykomunistycznej
  - Henning Schmitz, niemiecki muzyk, członek zespołu Kraftwerk
  - Wojciech Tygielski, polski historyk, wykładowca akademicki
  - Paweł Warszawski, polski aktor
  - Siergiej Władimircew, rosyjski lekkoatleta, sprinter
- 1954:
  - Caçapava, brazylijski piłkarz (zm. 2016)
  - Walter Dießner, niemiecki wioślarz
  - Roy Jacobsen, norweski pisarz
  - Ján Mičovský, słowacki leśnik, polityk
  - Witold Nazarewicz, polsko-amerykański fizyk jądrowy, wykładowca akademicki
  - Ozzie Smith, amerykański baseballista
- 1955:
  - Evan Bayh, amerykański polityk, senator
  - Enrique Delgado, amerykański duchowny katolicki, biskup pomocniczy Miami pochodzenia peruwiańskiego
  - Wasil Hurjanau, białoruski inżynier, polityk
  - Rumjana Kaiszewa, bułgarska siatkarka
  - Michael Krüger, austriacki prawnik, polityk
  - Zlatko Lagumdžija, bośniacki polityk, premier Bośni i Hercegowiny
  - Kazimierz Michalczyk, polski tokarz (zm. 1982)
  - Joanna Olech, polska autorka książek dla dzieci i młodzieży
  - Czesława Ostrowska, polska socjolog, urzędnik państwowy
- 1956:
  - Elisa Carrió, argentyńska polityk
  - José Carlos Chacorowski, brazylijski duchowny katolicki, biskup Caraguatatuby pochodzenia polskiego
  - Mircea Hava, rumuński samorządowiec, polityk
  - Eugeniusz Koczorski, polski jeździec sportowy, trener
  - Gregor Laubsch, niemiecki fotograf
  - Noel Malcolm, brytyjski pisarz, historyk, dziennikarz
  - Krzysztof Markuszewski, polski działacz socjalistyczny i niepodległościowy, dziennikarz, historyk (zm. 2008)
  - David Sedaris, amerykański pisarz, satyryk, felietonista pochodzenia grecko-brytyjskiego
  - Cristòfol Soler, hiszpański prawnik, polityk
- 1957:
  - Yavé Cahard, francuski kolarz torowy
  - Pavel Fajt, czeski muzyk awangardowy, producent muzyczny
  - Holly Flanders, amerykańska narciarka alpejska
  - Anne-Marie Quist, holenderska wioślarka
  - Tadeusz Wiśniewski, polski żużlowiec
- 1958:
  - Jean-Marc Aveline, francuski duchowny katolicki, arcybiskup metropolita Marsylii, kardynał
  - Szota Chabareli, gruziński judoka
  - Aleksandr Dorżu, rosyjski zapaśnik
  - Mieko Harada, japońska aktorka, pisarka
  - Boris Isaczenko, białoruski łucznik
  - Adrian Newey, brytyjski dyrektor techniczny i projektant Formuły 1
  - Przemysław Wiater, polski historyk sztuki, muzealnik (zm. 2020)
  - Zofia Zarębianka, polska poetka, eseistka, literaturoznawczyni, wykładowczyni akademicka
- 1959:
  - Jan Glapiak, polski duchowny katolicki, biskup pomocniczy poznański
  - Ramón Langa, hiszpański aktor
  - Chuck Mosley, amerykański wokalista, członek zespołu Faith No More (zm. 2017)
  - Hans Nielsen, duński żużlowiec
  - Wolfgang Rolff, niemiecki piłkarz, trener
  - Hirokazu Yagi, japoński skoczek narciarski, trener
- 1960:
  - Gary Bohay, kanadyjski zapaśnik
  - Aziz Bouderbala, marokański piłkarz
  - Ireneusz Dydliński, polski aktor, reżyser i producent teatralny
  - Otakar Janecký, czeski hokeista
  - Jan Maria Kłoczowski, polski tłumacz, poeta
  - Temuera Morrison, nowozelandzki aktor
- 1961:
  - John Lynch, irlandzki aktor, scenarzysta, reżyser i producent filmowy, telewizyjny i teatralny
  - Tahnee Welch, amerykańska aktorka, modelka
- 1962:
  - Jean-Marc Ferreri, francuski piłkarz
  - Eli Jiszaj, izraelski polityk
  - James Kottak, amerykański gitarzysta i perkusista rockowy, członek zespołów Scorpions i Kottak (zm. 2024)
- 1963:
  - Henryk Bujak, polski inżynier, dr hab. nauk rolniczych, wykładowca akademicki
  - Maurício Camuto, angolski duchowny katolicki, biskup Caxito
  - Sławomir Jezierski, polski grafik, autor komiksów, ilustrator
  - Joan Plaza, hiszpański trener koszykówki
  - Lars Ulrich, duński perkusista, członek zespołu Metallica
  - Piotr Warszawski, polski aktor
- 1964:
  - Colleen Dion, amerykańska aktorka
  - Cezary Miżejewski, polski polityk, poseł na Sejm RP
  - Emiko Okagawa, japońska tenisistka
  - Giuseppe Puliè, włoski biegacz narciarski
  - Walerij Rozow, rosyjski alpinista, spadochroniarz (zm. 2017)
- 1965:
  - Mazinho, brazylijski piłkarz
  - József Navarrete, węgierski szablista pochodzenia kubańskiego
  - Kathleen Nord, niemiecka pływaczka (zm. 2022)
- 1966:
  - Jay Farrar, amerykański gitarzysta, wokalista, członek zespołów Uncle Tupelo i Son Volt
  - Andreas Heymann, niemiecki biathlonista
  - Tim Legler, amerykański koszykarz
  - Aneta Oborny, polska historyk kultury, muzykolog
  - Jay Yuenger, amerykański gitarzysta, członek zespołu White Zombie
- 1967:
  - Stanisław Morgalla, polski jezuita, psycholog
  - Rico Steinmann, niemiecki piłkarz
  - Zoltán Szlezák, węgierski piłkarz, trener
- 1968:
  - Juan Carlos Barreto Barreto, kolumbijski duchowny katolicki, biskup Quibdó
  - Bill Lawrence, amerykański aktor, reżyser, scenarzysta i producent filmowy
  - Irek Wojtczak, polski saksofonista, kompozytor
  - Weselin Wuczkow, bułgarski prawnik, polityk
- 1969:
  - Luca Colombo, włoski kolarz szosowy
  - Artur Dębski, polski przedsiębiorca, polityk, poseł na Sejm RP
  - Thomas Linke, niemiecki piłkarz
  - Meredith Michaels-Beerbaum, niemiecka jeźdźczyni sportowa
  - Olga Sokołowa, rosyjska kolarka szosowa
  - Isaac Viciosa, hiszpański lekkoatleta, średniodystansowiec
- 1970:
  - Danielle Cormack, nowozelandzka aktorka
  - Simon Gopane, południowoafrykański piłkarz, bramkarz
  - Darius Gvildys, litewski piłkarz, trener
  - Szczepan Kozak, polski historyk, wykładowca akademicki
  - Misha Latuhihin, holenderski siatkarz
- 1971:
  - Carl Fletcher, kanadyjski piłkarz pochodzenia montserrackiego
  - Jun’ichi Inoue, japoński łyżwiarz szybki
  - Jared Leto, amerykański gitarzysta, wokalista, członek zespołu 30 Seconds to Mars, aktor, reżyser filmowy
  - Mika Nurmela, fiński piłkarz
  - Alexandra Rapaport, szwedzka aktorka pochodzenia żydowskiego
  - Tatiana Sorokko, rosyjsko-amerykańska modelka, kolekcjonerka haute couture, dziennikarka
  - Markus Wüst, szwajcarski kombinator norweski
- 1972:
  - Dorka Gryllus, węgierska aktorka, reżyserka, wokalistka
  - Jérôme Le Banner, francuski zawodnik sportów walki
- 1973:
  - Sam Abouo, iworyjski piłkarz
  - Alain Baxter, szkocki narciarz alpejski
  - Reichen Lehmkuhl, amerykański aktor, model
  - Elena Udrea, rumuńska polityk
- 1974:
  - Jasmin Agić, chorwacki piłkarz
  - Rostisław Dimitrow, bułgarski lekkoatleta, trójskoczek
  - Ewa Pawlikowska, polska zawodniczka karate, działaczka sportowa
- 1975:
  - Barbara Jonak, polska aktorka
  - Marcelo Ríos, chilijski tenisista
  - María Vasco, hiszpańska lekkoatletka, chodziarka
- 1976:
  - Emmanuel Babayaro, nigeryjski piłkarz, bramkarz
  - Anna-Maria Gradante, niemiecka judoczka
  - Janina Karolczyk-Prawalinska, białoruska lekkoatletka, kulomiotka
  - Jake Wetzel, kanadyjski wioślarz
- 1977:
  - Fatih Akyel, turecki piłkarz
  - Sofia Bekatoru, grecka żeglarka sportowa
  - Patrick Leduc, kanadyjski piłkarz
  - Liana Mesa Luaces, kubańska siatkarka
- 1978:
  - Adam Orłamowski, polski rysownik satyryczny, ilustrator
  - Anna Przybylska, polska aktorka, fotomodelka (zm. 2014)
  - Terrence Rogers, australijski piłkarz
  - Karel Rüütli, estoński polityk
  - Kaoru Sugayama, japońska siatkarka
- 1979:
  - Fabián Carini, urugwajski piłkarz, bramkarz
  - Kazuhiko Ikematsu, japoński zapaśnik
  - Marco Polo, kanadyjski producent muzyczny
  - Dmitrij Wasiljew, rosyjski skoczek narciarski
- 1980:
  - Marcin Dubieniecki, polski przedsiębiorca, adwokat
  - Li Hongli, chiński sztangista
  - Maciej Sabat, polski autor gier fabularnych, planszowych i karcianych, dziennikarz muzyczny (zm. 2016)
- 1981:
  - Armelle Faesch, francuska siatkarka
  - Robert Horstink, holenderski siatkarz
  - Omar Infante, wenezuelski baseballista
  - Ilia Kandelaki, gruziński piłkarz
  - Anna Lebiediewa, kazachska biathlonistka
  - Lilu, polska raperka, wokalistka, autorka tekstów
- 1982:
  - Dominique Alexander, amerykański bokser
  - Marta Borkowska, polska lekkoatletka, skoczkini wzwyż
  - Aleksander Hetland, norweski pływak
  - Noel Hunt, irlandzki piłkarz
  - David Logan, amerykańsko-polski koszykarz
  - Shun Oguri, japoński aktor, reżyser filmowy
  - Roxanne Pallett, brytyjska aktorka
  - Kathleen Pruitt, amerykańska kolarka górska
  - Aksel Lund Svindal, norweski narciarz alpejski
- 1983:
  - Li Ye, chiński łyżwiarz szybki, specjalista short tracku
  - Takayoshi Ōmura, japoński muzyk, kompozytor
  - Alexandra L. Phillips, brytyjska polityk, eurodeputowana
  - Jagoda Stach, polska aktorka, wokalistka
  - Alexander Wang, amerykański projektant mody pochodzenia chińskiego
- 1984:
  - Ahmed Barusso, ghański piłkarz
  - Guzmán Casaseca, hiszpański piłkarz
  - Choi Eun-kyung, południowokoreańska łyżwiarka szybka, specjalistka short tracku
  - Alex Schwazer, włoski lekkoatleta, chodziarz
- 1985:
  - Beth Behrs, amerykańska aktorka
  - Marija Jovanović, czarnogórska piłkarka ręczna
  - Damir Markota, chorwacki koszykarz
- 1986:
  - Joe Alexander, amerykański koszykarz
  - Manuel Broekman, holenderski aktor, model
  - Sara Carlsson, szwedzka curlerka
  - Kit Harington, brytyjski aktor
  - Hugo Lloris, francuski piłkarz, bramkarz
  - Błażej Parda, polski samorządowiec, polityk, poseł na Sejm RP
  - Mauro da Silva, brazylijski lekkoatleta, skoczek w dal
  - Charles Templon, francuski aktor
  - Tseng Li-cheng, tajwańska taekwondzistka
- 1987:
  - Amine Chermiti, tunezyjski piłkarz
  - Michaił Kukuszkin, kazachski tenisista
  - Oskar Osala, fiński hokeista
  - Emmanuel Sarki, haitański piłkarz pochodzenia nigeryjskiego
  - Sandra Stocker, szwajcarska siatkarka
  - Corey Vanular, kanadyjski narciarz dowolny
  - Matthew Wade, australijski krykiecista
- 1988:
  - Dorcas Jepleting, kenijska siatkarka
  - Etien Velikonja, słoweński piłkarz
- 1989:
  - Yohan Blake, jamajski lekkoatleta, sprinter
  - Sofiane Feghouli, algierski piłkarz
  - Ha Joon-eem, południowokoreańska siatkarka
  - Pa Modou Jagne, gambijski piłkarz
  - Keenan MacWilliam, kanadyjska aktorka, piosenkarka
  - Lecabela Quaresma, portugalska lekkoatletka, wieloboistka
  - Karlo Ressler, chorwacki prawnik, polityk
  - Diego Simonet, argentyński piłkarz ręczny
- 1990:
  - Jon Bellion, amerykański raper, piosenkarz, autor piosenek, producent muzyczny
  - Dienis Czeryszew, rosyjski piłkarz
  - Mark Ebanks, kajmański piłkarz
  - Cory Jefferson, amerykański koszykarz
  - Elias Pfannenstill, austriacki skoczek narciarski
  - Aaron Ramsey, walijski piłkarz
  - Ri Sang-chol, północnokoreański piłkarz
- 1991:
  - Andritany Ardhiyasa, indonezyjski piłkarz, bramkarz
  - Emilija Dimitrowa, bułgarska siatkarka
  - Eden Sher, amerykańska aktorka
- 1992:
  - Bi Xiaoliang, chiński lekkoatleta, skoczek wzwyż
  - Emilia Galińska, polska piłkarka ręczna
  - Adrianna Kreft, polska zawodniczka MMA
  - Arkadiusz Kułynycz, polski zapaśnik
  - Jade Thirlwall, brytyjska wokalistka, autorka telstów, członkini zespołu Little Mix
  - Wang Hao, chińska skoczkini do wody
  - Byron Wesley, amerykański koszykarz
- 1993:
  - Espen Bjørnstad, norweski dwuboista klasyczny
  - Artur Kuciapski, polski lekkoatleta, średniodystansowiec
  - Rénelle Lamote, francuska lekkoatletka, biegaczka średniodystansowa
- 1994:
  - Hasan Jazdani, irański zapaśnik
  - Javianne Oliver, amerykańska lekkoatletka, sprinterka
- 1995:
  - Jhow Benavídez, honduraski piłkarz
  - Zoheir Iftene, algierski zapaśnik
  - Beatrice Parrocchiale, włoska siatkarka
- 1996:
  - Omar Alderete, paragwajski piłkarz
  - Gus Greensmith, brytyjski kierowca rajdowy
  - Alfred Kipketer, kenijski lekkoatleta, średniodystansowiec
  - Chidiebere Nwakali, nigeryjski piłkarz
  - Farid Ouédraogo, burkiński piłkarz, bramkarz
  - Dominika Strumilo, belgijska siatkarka pochodzenia polskiego
- 1997:
  - Dzandanbudyn Sumjaabadzar, mongolski zapaśnik
  - Tamara Zidanšek, słoweńska tenisistka
- 1998 – Dominika Grabowska, polska piłkarka
- 1999:
  - Aiko, czeska piosenkarka, autorka tekstów pochodzenia rosyjskiego
  - Bartłomiej Gradecki, polski piłkarz, bramkarz
  - Michael Vrbenský, czeski tenisista
- 2000:
  - Julen Agirrezabala, hiszpański piłkarz, bramkarz narodowości baskijskiej
  - Isac Elliot, fiński piosenkarz, aktor pochodzenia szwedzkiego
  - Vittoria Guazzini, włoska kolarka szosowa i torowa
  - Samuel Sevian, amerykański szachista pochodzenia ormiańskiego
  - Diel Spring, piłkarz z Saint Vincent i Grenadyn
- 2001 – Aleksej Pokuševski, serbski koszykarz

## Zmarli
- 268 – Dionizy, papież, święty (ur. ?)
- 418 – Zozym, papież, święty (ur. ?)
- 481 – Childeryk I, król Franków (ur. ok. 437)
- 1277 – Pagano da Lecco, włoski dominikanin, inkwizytor (ur. ?)
- 1278 – Bolesław II Rogatka, książę śląski (ur. 1220–1225)
- 1302 – Waldemar Birgersson, król Szwecji (ur. 1237–1240)
- 1332 – Filip I z Tarentu, książę Achai, Tarentu i Albanii, tytularny władca Cesarstwa Łacińskiego (ur. 1278)
- 1413 – Michele Steno, doża Wenecji (ur. 1331)
- 1427 – Francesco Lando, włoski kardynał (ur. ok. 1350)
- 1431 – Konrád z Vechty, czeski duchowny katolicki, biskup ołomuniecki, arcybiskup metropolita praski (ur. ok. 1364)
- 1441 – Mikołaj III d’Este, senior Ferrary i Modeny (ur. 1383)
- 1458 – Artur III, książę Bretanii (ur. 1393)
- 1476 – Galeazzo Maria Sforza, książę Mediolanu (ur. 1444)
- 1530 – Babur, władca Imperium Mogołów w Indiach (ur. 1483)
- 1545 – Ludwik Decjusz, polski dyplomata, historyk, ekonomista, finansista, sekretarz królewski pochodzenia alzackiego (ur. ok. 1485)
- 1557 – Patrascu Dobry, hospodar Wołoszczyzny (ur. ?)
- 1574 – Charles de Guise, francuski duchowny katolicki, arcybiskup Reims, biskup Metz, kardynał (ur. 1524)
- 1584 – Giovanni Francesco Commendone, włoski duchowny katolicki, biskup Zanty, nuncjusz apostolski, kardynał (ur. 1523)
- 1599 – Wojciech Oczko, polski lekarz, pisarz medyczny, filozof (ur. 1537)
- 1613 – Efrem (Chwostow), rosyjski duchowny prawosławny, metropolita kazański (ur. ?)
- 1624 – Simon Marius, niemiecki astronom (ur. 1573)
- 1627 – Wincenty II Gonzaga, włoski kardynał, książę Mantui (ur. 1594)
- 1646 – Henryk Burbon, książę de Condé (ur. 1588)
- 1664 – Eleonora Dorota, księżniczka Anhaltu-Dessau, księżna Saksonii-Weimar i Saksonii-Eisenach (ur. 1602)
- 1677 – Bernard Gustaw z Badenii-Durlach, niemiecki dowódca w wojsku szwedzkim, a po przejściu na katolicyzm opat w Fuldzie i kardynał (ur. 1631)
- 1681 – Joachim Pastorius, polski historyk, prozaik, poeta, historiograf, lekarz, sekretarz królewski, arianin, a następnie duchowny katolicki, kanonik warmiński, protonotariusz apostolski (ur. 1611)
- 1725 – Tomasz Józef Zamoyski, polski magnat, piąty ordynat zamojski (ur. 1678)
- 1729 – Maria Mienszykowa, rosyjska arystokratka (ur. 1711)
- 1736 – (lub 28 grudnia) Antonio Caldara, włoski kompozytor (ur. 1670/1671)
- 1742 – Jan Adolf Brühl, sasko-polski masztalerz, szambelan królewski (ur. 1695)
- 1777 – Ricardo Wall, irlandzki wojskowy, polityk, dyplomata w służbie hiszpańskiej (ur. 1694)
- 1780 – John Fothergill, brytyjski lekarz, botanik, filantrop (ur. 1712)
- 1784 – Otto Friedrich Müller, duński przyrodnik (ur. 1730)
- 1797 – John Wilkes, brytyjski dziennikarz, polityk (ur. 1725)
- 1804 – Johann Friedrich Unger, niemiecki drukarz, wydawca, drzeworytnik (ur. 1753)
- 1806 – Louis Carrogis Carmontelle, francuski dramaturg, malarz, architekt krajobrazu (ur. 1717)
- 1812 – Joel Barlow, amerykański dyplomata, poeta, filozof (ur. 1754)
- 1818 – Maria Izabela, infantka portugalska, królowa Hiszpanii (ur. 1797)
- 1823 – Jean-François Hue, francuski malarz (ur. 1751)
- 1825 – Michaił Miłoradowicz, rosyjski hrabia, generał piechoty (ur. 1771)
- 1827:
  - Archibald Douglas, brytyjski arystokrata, polityk (ur. 1748)
  - Jan Dawid Holland, polski kompozytor, kapelmistrz pochodzenia niemieckiego (ur. 1746)
- 1833 – Augustyn Słubicki, polski generał, polityk (ur. 1781)
- 1838 – Franciszek Lessel, polski kompozytor, pianista (ur. 1780)
- 1842 – Marcin Dunin, polski duchowny katolicki, arcybiskup metropolita gnieźnieński i prymas Polski (ur. 1774)
- 1847 – Dudley Ryder, brytyjski arystokrata, polityk (ur. 1762)
- 1855 – Antoni Jabłonowski, polski polityk, działacz konspiracyjny (ur. 1793)
- 1857 – Tadeusz Franciszek Badowski, polski ziemianin, kapitan wojsk Księstwa Warszawskiego (ur. 1794)
- 1859 – Johann Hausmann, niemiecki mineralog, wykładowca akademicki (ur. 1782)
- 1860:
  - Henry Mills Fuller, amerykański polityk (ur. 1820)
  - Henry Mellus, amerykański polityk (ur. 1816)
  - Feliks Wierzbicki, polski lekarz, podróżnik, pisarz (ur. 1815)
- 1866 – Samuel R. Curtis, amerykański generał (ur. 1805)
- 1869:
  - Rajmund Oppeln-Bronikowski, polski major, uczestnik powstania listopadowego (ur. 1787)
  - Jean-Louis-Marie Poiseuille, francuski lekarz, fizyk (ur. 1797)
- 1871 – Aleksander Narcyz Przezdziecki, polski hrabia, historyk (ur. 1814)
- 1884 – Fryderyk Karol I Hohenlohe-Waldenburg-Schillingsfürst, niemiecki arystokrata, polityk (ur. 1814)
- 1886:
  - Robert Herzog, niemiecki duchowny katolicki, biskup wrocławski (ur. 1823)
  - Theodor von Oppolzer, austriacki astronom, matematyk, wykładowca akademicki (ur. 1841)
  - Konstanty Schiele, polski przemysłowiec pochodzenia niemieckiego (ur. 1817)
- 1888 – Sybilla Rzewuska, polska działaczka patriotyczna i kobieca (ur. 1805)
- 1889 – Łewko Borowykowski, ukraiński poeta, bajkopisarz (ur. 1806)
- 1890:
  - Wincencja Maria López Vicuña, hiszpańska zakonnica, święta (ur. 1847)
  - Heinrich Schliemann, niemiecki kupiec, archeolog amator (ur. 1822)
- 1895:
  - Egidius Jünger, amerykański duchowny katolicki, biskup Nesqually pochodzenia niemieckiego (ur. 1833)
  - Walery Kopernicki, polski filolog, pedagog (ur. 1819)
- 1896:
  - Emil du Bois-Reymond, niemiecki lekarz, zoolog (ur. 1818)
  - Ludwik Zdanowicz, polski duchowny katolicki, biskup pomocniczy i administrator diecezji wileńskiej (ur. 1814)
- 1898 – Juliet H. Lewis Campbell, amerykańska poetka, pisarka (ur. 1823)
- 1899 – Hermann Ramberg, austriacki generał major, polityk, ban Chorwacji (ur. 1820)
- 1900 – František Demel, czeski duchowny katolicki, wikariusz generalny diecezji litomierzyckiej (ur. 1823)
- 1901:
  - Jan Luśtych, mazurski poeta ludowy (ur. 1833)
  - Joseph Noel Paton, szkocki malarz, rzeźbiarz, poeta, kolekcjoner (ur. 1821)
- 1903 – Giuseppe Zanardelli, włoski polityk, premier Włoch (ur. 1826)
- 1907 – Karol Rawer, polski pedagog, autor podręczników szkolnych (ur. 1852)
- 1909:
  - William Abner Eddy, amerykański księgowy, dziennikarz (ur. 1850)
  - Frederic Remington, amerykański malarz, rzeźbiarz, pisarz (ur. 1861)
- 1910 – Friedrich Carl Hermann Paeske, niemiecki prawnik, botanik (ur. 1855)
- 1915 – Lew Golicyn, rosyjski arystokrata, enolog, winiarz (ur. 1845)
- 1916:
  - Janis Rozentāls, łotewski malarz (ur. 1866)
  - Bernhard Scholz, niemiecki dyrygent, kompozytor, pedagog (ur. 1835)
- 1917 – Gaston Alibert, francuski szpadzista (ur. 1878)
- 1918:
  - Wasilij Andriejew, rosyjski muzyk, kompozytor (ur. 1861)
  - Adelsteen Normann, norweski malarz (ur. 1848)
- 1919 – Ernest Świeżawski, polski historyk, pedagog (ur. 1843)
- 1920 – Carl Legien, niemiecki związkowiec, polityk (ur. 1861)
- 1922 – Michał Wolski, polski aptekarz, działacz narodowy i plebiscytowy (ur. 1860)
- 1923:
  - Dietrich Eckart, niemiecki dziennikarz, polityk, pisarz (ur. 1868)
  - Włodzimierz Tetmajer, polski malarz, grafik, pisarz, polityk (ur. 1861)
- 1927 – Józef Jaegermann, polski inżynier mechanik, wykładowca akademicki (ur. 1843)
- 1928 – Charles Harrison Townsend, brytyjski architekt (ur. 1851)
- 1929:
  - Giuseppe Gamba, włoski duchowny katolicki, arcybiskup Turynu, kardynał (ur. 1857)
  - Albert Giraud, belgijski poeta (ur. 1860)
  - Erazm Piltz, polski publicysta, polityk, dyplomata (ur. 1851)
- 1931 – Melvil Dewey, amerykański bibliotekarz (ur. 1851)
- 1933:
  - Henry Watson Fowler, brytyjski leksykograf, filolog (ur. 1858)
  - Anatolij Łunaczarski, rosyjski filozof, teoretyk kultury, publicysta (ur. 1875)
  - Eduard Vilde, estoński pisarz (ur. 1865)
- 1934 – Władysław Krogulski, polski aktor, dyrygent, perkusista, kompozytor, kronikarz teatrów warszawskich (ur. 1843)
- 1935:
  - Julia Gundlachowa, polska pielęgniarka, członkini POW (ur. 1888)
  - Telesfor Mickiewicz, polski porucznik, uczestnik powstania styczniowego (ur. 1848)
- 1936:
  - Adolf Gross, polski prawnik, adwokat, samorządowiec, polityk (ur. 1862)
  - Henryk Suchowiak, polski inżynier mechanik, działacz gospodarczy (ur. 1873)
- 1937:
  - Darsie Anderson, szkocki rugbysta (ur. 1868)
  - Adolf Loewy, niemiecki lekarz, fizjolog, wykładowca akademicki pochodzenia żydowskiego (ur. 1862)
- 1938 – Emilia Polak, polska działaczka społeczna i samorządowa (ur. 1885)
- 1940:
  - Cecylia Butsi, tajska męczennica i błogosławiona katolicka (ur. 1924)
  - Łucja Khambang, tajska zakonnica, męczennica i błogosławiona katolicka (ur. 1917)
  - Bibiana Khampai, tajska męczennica i błogosławiona katolicka (ur. 1925)
  - Agnieszka Phila, tajska zakonnica, męczennica i błogosławiona katolicka (ur. 1909)
  - Maria Phon, tajska męczennica i błogosławiona katolicka (ur. 1926)
  - Agata Phutta, tajska męczennica i błogosławiona katolicka (ur. 1881)
  - Serafin Józef Zwoliński, polski zakonnik, męczennik, Sługa Boży (ur. 1879)
- 1941:
  - Gabdułła Buzurbajew, kazachski i radziecki polityk, dziennikarz (ur. 1908)
  - Leon Nowodworski, polski adwokat, działacz polityczny (ur. 1889)
  - Sekundyn Pollo, włoski duchowny katolicki, błogosławiony (ur. 1908)
- 1942:
  - Majer Bałaban, polski historyk, orientalista, pedagog, rabin pochodzenia żydowskiego (ur. 1877)
  - Fernand Bonnier de La Chapelle, francuski członek ruchu oporu, zamachowiec (ur. 1922)
  - Adam Knioła, polski piłkarz (ur. 1911)
  - Arthur Willey, brytyjski zoolog, muzealnik, wykładowca akademicki (ur. 1867)
- 1943:
  - Szczepan Dąbrowski, polski działacz komunistyczny, żołnierz GL (ur. 1900)
  - Karol Hercenberg, polski żołnierz GL pochodzenia niemieckiego (ur. 1915)
  - Paul B. Johnson Sr., amerykański polityk (ur. 1880)
  - Jan Chryzostom Michałowski, polski duchowny katolicki, męczennik, Sługa Boży (ur. 1914)
- 1944:
  - Henri Lafont, francuski przestępca, kolaborant (ur. 1902)
  - Alexandre Villaplane, francuski piłkarz, przestępca, kolaborant (ur. 1904)
- 1945 – Stefan Marian Stoiński, polski etnograf, pedagog, dyrygent, kompozytor (ur. 1891)
- 1947:
  - Urban Gad, duński reżyser filmowy (ur. 1879)
  - Paweł Szkliniarz, polski działacz komunistyczny (ur. 1903)
- 1948 – Lek Sirdani, albański duchowny katolicki, więzień sumienia, błogosławiony (ur. 1891)
- 1950 – Liane de Pougy, francuska tancerka (ur. 1869)
- 1951 – David Torrence, szkocki aktor (ur. 1864)
- 1952 – Władysław Strzemiński, polski malarz, teoretyk sztuki, pedagog, publicysta (ur. 1893)
- 1953 – Lulah Ragsdale, amerykańska aktorka, pisarka, poetka (ur. 1862)
- 1954 – John Herman Bruins, amerykański funkcjonariusz wywiadu wojskowego, urzędnik konsularny, dyplomata (ur. 1896)
- 1955:
  - Howard Gaye, brytyjski aktor (ur. 1878)
  - Stanisław Rużyczka de Rosenwerth, polski ziemianin, działacz społeczno-gospodarczy (ur. 1885)
  - Tadeusz Tillinger, polski inżynier hydrotechnik, wynalazca, wykładowca akademicki, komandor podporucznik (ur. 1879)
- 1956:
  - Arnold Kutzinski, niemiecko-izraelski psychiatra, neurolog, wykładowca akademicki (ur. 1879)
  - Preston Tucker, amerykański przedsiębiorca, konstruktor samochodów (ur. 1903)
- 1957:
  - Artur Malawski, polski kompozytor, dyrygent, pedagog (ur. 1904)
  - Jury Sabaleuski, białoruski publicysta, pisarz, polityk narodowy, emigracyjny działacz antykomunistyczny (ur. 1889)
- 1958:
  - Oscar Eriksson, szwedzki oficer, strzelec sportowy (ur. 1889)
  - Thomas F. Ford, amerykański polityk (ur. 1873)
- 1960 – Władysław Owsiński, polski artysta ludowy (ur. 1874)
- 1961:
  - Kristofer Uppdal, norweski prozaik, poeta (ur. 1878)
  - Władysław Weber, polski działacz socjalistyczny, powstaniec śląski, burmistrz Rybnika (ur. 1882)
- 1963 – Gorgeous George, amerykański wrestler (ur. 1915)
- 1964 – Aleksandyr Kisjow, bułgarski generał kawalerii, historyk, dyplomata, polityk, minister wojny (ur. 1879)
- 1965:
  - Daniel Bouckaert, belgijski jeździec sportowy (ur. 1894)
  - John Cregan, amerykański lekkoatleta, średniodystansowiec (ur. 1878)
  - Heinz Schöneberger, niemiecka ofiara Muru Berlińskiego (ur. 1938)
- 1966:
  - Christopher Dahl, norweski żeglarz sportowy (ur. 1898)
  - Kalervo Kurkiala, fiński pastor, major, oficer łącznikowy w Ochotniczym Fińskim Batalionie Waffen-SS (ur. 1894)
  - Guillermo Stábile, argentyński piłkarz, trener (ur. 1906)
- 1968:
  - Zygmunt Choromański, polski duchowny katolicki, biskup pomocniczy warszawski, sekretarz generalny Konferencji Episkopatu Polski (ur. 1892)
  - Weegee, amerykański fotograf, dziennikarz (ur. 1899)
- 1969 – Irena Grywińska, polska aktorka, reżyserka (ur. 1895)
- 1970:
  - Lillian Board, brytyjska lekkoatletka, sprinterka (ur. 1948)
  - Menotti Jakobsson, szwedzki skoczek narciarski (ur. 1892)
  - Antoni Mroczkowski, polski kapitan pilot, as myśliwski (ur. 1896)
  - Ernst Pringsheim, niemiecki przyrodnik (ur. 1881)
- 1972:
  - Umar Dimajew, czeczeński akordeonista, kompozytor (ur. 1908)
  - Harry Truman, amerykański polityk, wiceprezydent i prezydent USA (ur. 1884)
- 1973 – Harold Hotelling, amerykański statystyk i ekonomista (ur. 1895)
- 1974:
  - Jack Benny, amerykański prezenter radiowy, aktor, komik pochodzenia żydowskiego (ur. 1894)
  - Frank Hussey, amerykański lekkoatleta, sprinter (ur. 1905)
- 1975:
  - Stanisław Kot, polski historyk, wykładowca akademicki, działacz ludowy, polityk emigracyjny (ur. 1885)
  - Igor Podgorski, radziecki twórca filmów animowanych (ur. 1922)
- 1976:
  - Leonid Bieda, radziecki generał porucznik lotnictwa (ur. 1920)
  - Ernst Ristmägi, estoński i radziecki polityk (ur. 1907)
  - Siergiej Stiepanow, radziecki generał major, polityk (ur. 1903)
  - Fiodar Surhanau, radziecki i białoruski polityk (ur. 1911)
- 1977:
  - Alberto Gainza Paz, argentyński przedsiębiorca prasowy, dziennikarz, polityk (ur. 1899)
  - Howard Hawks, amerykański reżyser, scenarzysta i producent filmowy (ur. 1896)
  - Danuta Lewandowska, polska malarka, architekt wnętrz (ur. 1927)
  - Zygmunt Wiehler, polski kompozytor, pianista, dyrygent (ur. 1890)
- 1978:
  - Józef Hermanowicz, białoruski duchowny katolicki, marianin, pisarz (ur. 1890)
  - Henryk Rybicki, polski piłkarz, bramkarz (ur. 1922)
  - Ludvík Souček, czeski lekarz, pisarz science fiction, popularyzator nauki (ur. 1926)
- 1979:
  - Leo Arnsztam, rosyjski reżyser i scenarzysta filmowy (ur. 1905)
  - Kazimierz Balawajder, polski polityk, działacz partyjny, poseł na Sejm PRL (ur. 1931)
  - Olga Iliwicka-Dąbrowska, polska pianistka, pedagog (ur. 1910)
  - Zbigniew Kwiatkowski, polski pisarz, reportażysta (ur. 1920)
  - Władimir Safronow, rosyjski bokser (ur. 1934)
- 1980:
  - Richard Chase, amerykański seryjny morderca, nekrofil, kanibal (ur. 1950)
  - Franciszek Krzysik, polski technolog drewna, wykładowca akademicki (ur. 1902)
  - Egidio Vagnozzi, włoski kardynał, wysoki urzędnik Kurii Rzymskiej, dyplomata (ur. 1906)
- 1981:
  - Józef Grzegorz Różański, polski kapitan piechoty, działacz emigracyjny (ur. 1906)
  - Suat Hayri Ürgüplü, turecki prawnik, dyplomata, polityk, premier Turcji (ur. 1903)
- 1983:
  - Vladas Niunka, litewski działacz partyjny i państwowy, agitator i propagandysta, religioznawca, minister oświaty (ur. 1907)
  - Jozef Šimko, słowacki taternik, działacz turystyczny, pisarz (ur. 1909)
- 1985 – Dian Fossey, amerykańska zoolog (ur. 1932)
- 1986:
  - Janusz Górski, polski ekonomista, polityk (ur. 1929)
  - Håkon Gundersen, norweski piłkarz, bramkarz (ur. 1907)
  - Elsa Lanchester, brytyjska aktorka (ur. 1902)
- 1988 – Hanna Żuławska, polska malarka, ceramik, pedagog (ur. 1908)
- 1989:
  - Lennox Berkeley, brytyjski kompozytor (ur. 1903)
  - Klaudiusz Hrabyk, polski filozof, dziennikarz, polityk, żołnierz AK (ur. 1902)
  - Mohan Singh Deb, indyjski generał, polityk (ur. 1909)
  - Ryszard Sowa, polski hydrobiolog, entomolog, wykładowca akademicki (ur. 1934)
- 1990:
  - Michaił Batarow, radziecki generał major lotnictwa (ur. 1919)
  - Gene Callahan, amerykański scenograf filmowy (ur. 1923)
  - Julian Kowalewicz, polski generał brygady (ur. 1925)
  - Franco Piga, włoski prawnik, urzędnik państwowy, polityk (ur. 1927)
  - Kazimierz Poreda, polski śpiewak operowy (bas) (ur. 1911)
- 1991 – Czesław Skopowski, polski archiwista, działacz oświatowy i społeczny, pedagog, geograf, socjalista (ur. 1906)
- 1992:
  - Gerard Bańka, polski duchowny katolicki (ur. 1908)
  - John Kemeny, amerykański informatyk pochodzenia węgierskiego (ur. 1926)
  - Nikita Magaloff, gruziński pianista (ur. 1912)
- 1994 – Parveen Shakir, pakistańska poetka (ur. 1955)
- 1997:
  - Cornelius Castoriadis, francuski filozof, psychoanalityk pochodzenia greckiego (ur. 1922)
  - Adam Giedrys, polski krawiec, astronom amator (ur. 1918)
- 1999:
  - Curtis Mayfield, amerykański gitarzysta i wokalista rockowy (ur. 1942)
  - Shankar Dayal Sharma, indyjski polityk, prezydent Indii (ur. 1918)
- 2000:
  - Magik, polski raper, członek zespołów Kaliber 44 i Paktofonika (ur. 1978)
  - Jason Robards, amerykański aktor (ur. 1922)
- 2001:
  - Nigel Hawthorne, brytyjski aktor (ur. 1929)
  - Mirosław Mossakowski, polski neurolog, neuropatolog (ur. 1929)
- 2002 – Bogusław Kreja, polski językoznawca (ur. 1931)
- 2003:
  - Andrzej Krzesiński, polski żużlowiec (ur. 1934)
  - Henryk Zorski, polski profesor nauk technicznych (ur. 1927)
- 2004 – Frank Pantridge, północnoirlandzki kardiolog (ur. 1916)
- 2005:
  - Mikuláš Athanasov, czechosłowacki zapaśnik (ur. 1930)
  - Ted Ditchburn, angielski piłkarz, bramkarz, trener (ur. 1921)
  - Ernesto Leal, nikaraguański inżynier, polityk (ur. 1945)
  - Wiaczesław Płatonow, rosyjski trener siatkarski (ur. 1939)
  - Vincent Schiavelli, amerykański aktor pochodzenia włoskiego (ur. 1948)
  - Erich Topp, niemiecki oficer marynarki wojennej (ur. 1914)
- 2006:
  - Gerald Ford, amerykański polityk, wiceprezydent i prezydent USA (ur. 1913)
  - Ivar Formo, norweski biegacz narciarski (ur. 1951)
- 2007:
  - Raúl Bernao, argentyński piłkarz (ur. 1941)
  - Joe Dolan, irlandzki piosenkarz (ur. 1939)
  - István Sándorfi, węgierski malarz (ur. 1948)
  - Józef Teliga, polski działacz społeczny i polityczny, pułkownik AK (ur. 1914)
- 2009:
  - Giuseppe Chiappella, włoski piłkarz (ur. 1924)
  - Yves Rocher, francuski przemysłowiec, polityk (ur. 1930)
  - Jacques Sylla, madagaskarski polityk, premier Madagaskaru (ur. 1946)
  - Stefan Wesołowski, polski chirurg-urolog (ur. 1908)
- 2010:
  - Salvador Jorge Blanco, dominikański prawnik, pisarz, polityk, prezydent Dominikany (ur. 1926)
  - Albert Ghiorso, amerykański chemik (ur. 1915)
  - Teena Marie, amerykańska piosenkarka (ur. 1956)
  - Bernard Wilson, amerykański muzyk, wokalista, członek zespołu Harold Melvin & the Blue Notes (ur. 1946)
- 2011:
  - Kennan Adeang, naurański polityk, prezydent Nauru (ur. 1942)
  - Pedro Armendáriz Jr., meksykański aktor (ur. 1940)
  - Janusz Cegiełła, polski dziennikarz muzyczny (ur. 1926)
  - Sam Rivers, amerykański saksofonista jazzowy, kompozytor (ur. 1923)
- 2012:
  - Fontella Bass, amerykańska piosenkarka (ur. 1940)
  - Ibrahim Tannous, libański generał (ur. 1929)
- 2013:
  - Paul Blair, amerykański baseballista (ur. 1944)
  - Dinu Cocea, rumuński reżyser i scenarzysta filmowy (ur. 1929)
  - Mártha Eggerth, węgierska śpiewaczka operetkowa, aktorka (ur. 1912)
- 2014:
  - Stanisław Barańczak, polski poeta, tłumacz, krytyk literacki (ur. 1946)
  - Giuseppe Pittau, włoski duchowny katolicki, arcybiskup, wysoki urzędnik Kurii Rzymskiej (ur. 1928)
  - Leo Tindemans, belgijski polityk, premier Belgii (ur. 1922)
- 2015 – Tadeusz Pawlus, polski lekarz, polityk, poseł na Sejm RP (ur. 1957)
- 2016:
  - Aszot Anastasjan, ormiański szachista (ur. 1964)
  - Jaume Camprodon Rovira, hiszpański duchowny katolicki, biskup Girona (ur. 1926)
- 2017:
  - Johnny Bower, kanadyjski hokeista (ur. 1924)
  - Alfie Curtis, brytyjski aktor (ur. 1930)
  - Paweł Leoniec, polski śpiewak operowy (tenor) (ur. 1921)
  - Władimir Szainski, rosyjski kompozytor (ur. 1925)
  - Francis Walmsley, brytyjski duchowny katolicki, biskup, ordynariusz polowy Wielkiej Brytanii (ur. 1926)
- 2018:
  - Theodore Antoniou, grecki kompozytor (ur. 1935)
  - Wendy Beckett, brytyjska zakonnica, historyk sztuki (ur. 1930)
  - Roy Glauber, amerykański fizyk, laureat Nagrody Nobla (ur. 1925)
  - Lawrence Roberts, amerykański informatyk (ur. 1924)
- 2019:
  - Jocelyn Burdick, amerykańska polityk (ur. 1922)
  - Hans-Jörg Criens, niemiecki piłkarz (ur. 1960)
  - Nicolas Estgen, luksemburski nauczyciel, polityk, eurodeputowany (ur. 1930)
  - Jerry Herman, amerykański kompozytor (ur. 1931)
  - Sue Lyon, amerykańska aktorka (ur. 1946)
  - Eugeniusz Tyrajski, polski podpułkownik, członek Szarych Szeregów i AK, uczestnik powstania warszawskiego (ur. 1926)
  - Galina Wołczek, rosyjska aktorka (ur. 1933)
- 2020:
  - George Blake, brytyjski oficer MI6, szpieg KGB (ur. 1922)
  - Ariadna Gierek-Łapińska, polska okulistka (ur. 1938)
  - Luke Harper, amerykański wrestler (ur. 1979)
  - Bronisława Kowalska, polska nauczycielka, polityk, poseł na Sejm RP i eurodeputowana (ur. 1955)
  - Phil Niekro, amerykański baseballista (ur. 1939)
  - Stanisław Remuszko, polski dziennikarz, publicysta, socjometra (ur. 1948)
  - Tito Rojas, portorykański piosenkarz (ur. 1955)
  - Peter Schmidhuber, niemiecki prawnik, samorządowiec, polityk, eurokomisarz (ur. 1931)
- 2021:
  - Giacomo Capuzzi, włoski duchowny katolicki, biskup Lodi (ur. 1929)
  - Karolos Papulias, grecki prawnik, polityk, minister spraw zagranicznych, prezydent Grecji (ur. 1929)
  - Dorval Rodrigues, brazylijski piłkarz (ur. 1935)
  - Desmond Tutu, południowoafrykański biskup protestancki, działacz społeczny, laureat Pokojowej Nagrody Nobla (ur. 1931)
  - Grzegorz Więzik, polski piłkarz (ur. 1963)
- 2022:
  - Siergiej Dmitrijew, rosyjski piłkarz, trener (ur. 1964)
  - Blasco Giurato, włoski operator filmowy (ur. 1941)
  - Emilian Kamiński, polski aktor (ur. 1952)
- 2023:
  - Ronald Mehlich, polski lekkoatleta, płotkarz (ur. 1969)
  - Tony Oxley, brytyjski perkusista jazzowy (ur. 1938)
  - Wolfgang Schäuble, niemiecki prawnik, polityk, minister finansów, minister spraw wewnętrznych (ur. 1942)
- 2024:
  - Janusz Garlicki, polski ortopeda, lekarz reprezentacji Polski w piłce nożnej (ur. 1936)
  - OG Maco, amerykański raper (ur. 1992)
  - Manmohan Singh, indyjski ekonomista, polityk, premier Indii (ur. 1932)
  - Rusłan Solanyk, ukraiński piłkarz (ur. 1984)
  - Jannet Wanja, kenijska siatkarka (ur. 1984)
  - Bogdan Zeidler, polski działacz sportowy, prezes klubu Lech Poznań (ur. 1941)